# William F. Kopp

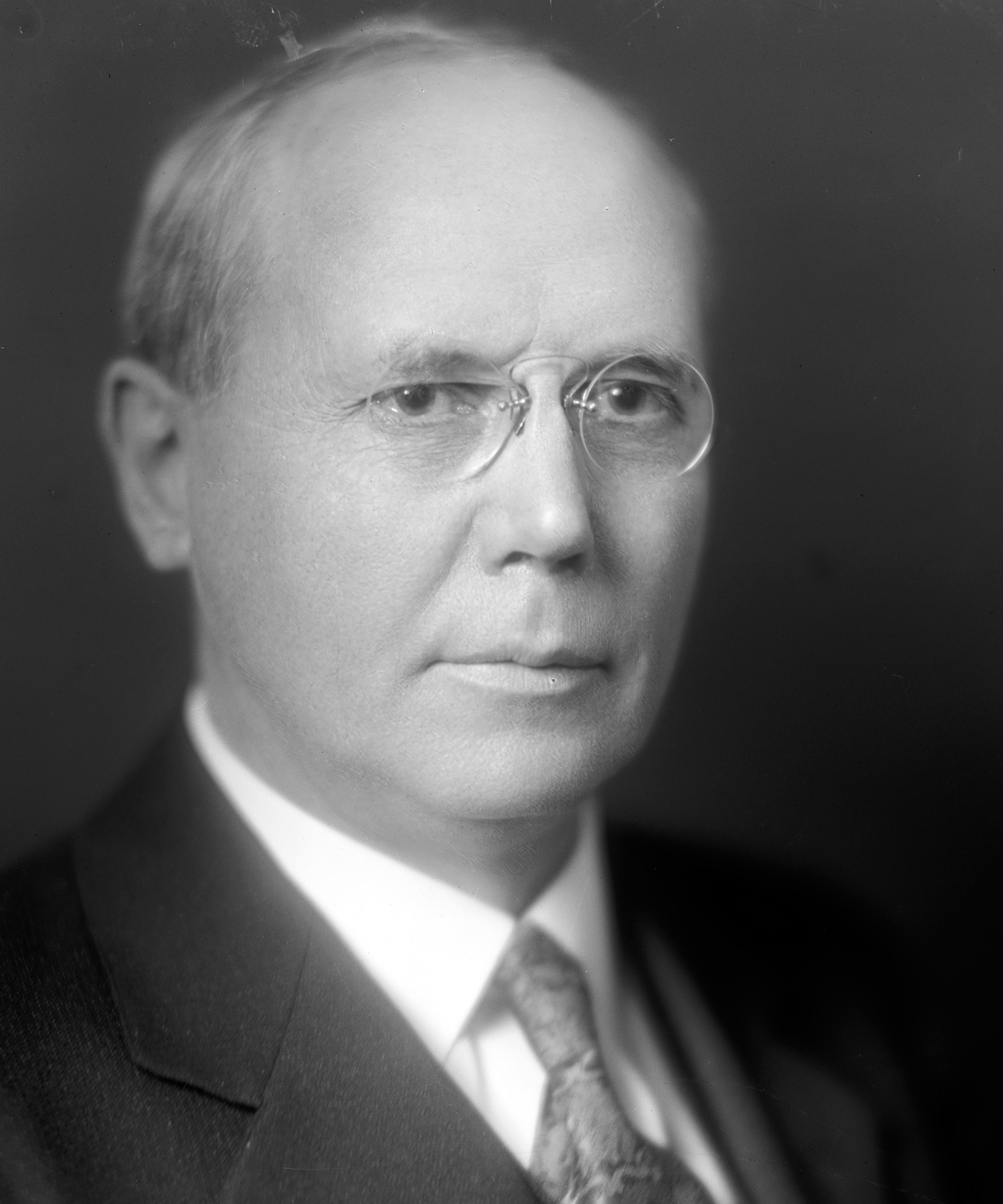
William F. Kopp

William Frederick Kopp (* 20. Juni 1869 bei Dodgeville, Des Moines County, Iowa; † 24. August 1938 in Mount Pleasant, Iowa) war ein US-amerikanischer Politiker. Zwischen 1921 und 1933 vertrat er den Bundesstaat Iowa im US-Repräsentantenhaus.

## Werdegang
William Kopp besuchte die öffentlichen Schulen seiner Heimat und danach bis 1892 das Iowa Wesleyan College in Mount Pleasant. Nach einem anschließenden Jurastudium an der University of Iowa und seiner im Jahr 1894 erfolgten Zulassung als Rechtsanwalt begann er in Mount Pleasant in seinem neuen Beruf zu praktizieren. Zwischen 1895 und 1899 war Kopp Bezirksstaatsanwalt im Henry County. Von 1906 bis 1914 war er Posthalter der Stadt Mount Pleasant und von 1908 bis 1938 fungierte er als Kurator des Iowa Wesleyan College.
Kopp war Mitglied der Republikanischen Partei. Zwischen 1915 und 1917 saß er als Abgeordneter im Repräsentantenhaus von Iowa. 1920 wurde er im ersten Wahlbezirk von Iowa in das US-Repräsentantenhaus in Washington, D.C. gewählt, wo er am 4. März 1921 die Nachfolge von Charles A. Kennedy antrat. Nach fünf Wiederwahlen konnte er bis zum 3. März 1933 sechs zusammenhängende Legislaturperioden im Kongress absolvieren. Die letzten Jahre seit 1929 waren von der Weltwirtschaftskrise überschattet. Von 1923 bis 1925 war William Kopp Vorsitzender des Ausschusses zur Kontrolle der Ausgaben des Marineministeriums. Zwischen 1925 und 1931 gehörte er auch dem Pensionsausschuss an. Kurz vor Ende der Legislaturperiode im Jahr 1933 wurde der 20. Verfassungszusatz verabschiedet, durch den der Beginn der Amtszeiten des Kongresses und des Präsidenten vorverlegt wurde.
Bei den Wahlen des Jahres 1932 unterlag Kopp dem Demokraten Edward C. Eicher. Das Wahlergebnis lag im damaligen Bundestrend zu Gunsten der Demokratischen Partei, die durch Franklin D. Roosevelt auch die Präsidentschaftswahlen dieses Jahres gewannen. Nach seinem Ausscheiden aus dem Kongress arbeitete William Kopp bis zu seinem Tod im Jahr 1938 wieder als Anwalt. Er war mit Clara Bird (1870–1953) verheiratet.